# マリー・クヮント
- マリー・クヮント
- マリー・クワント
- マリー・クアント
- メアリー・クワント

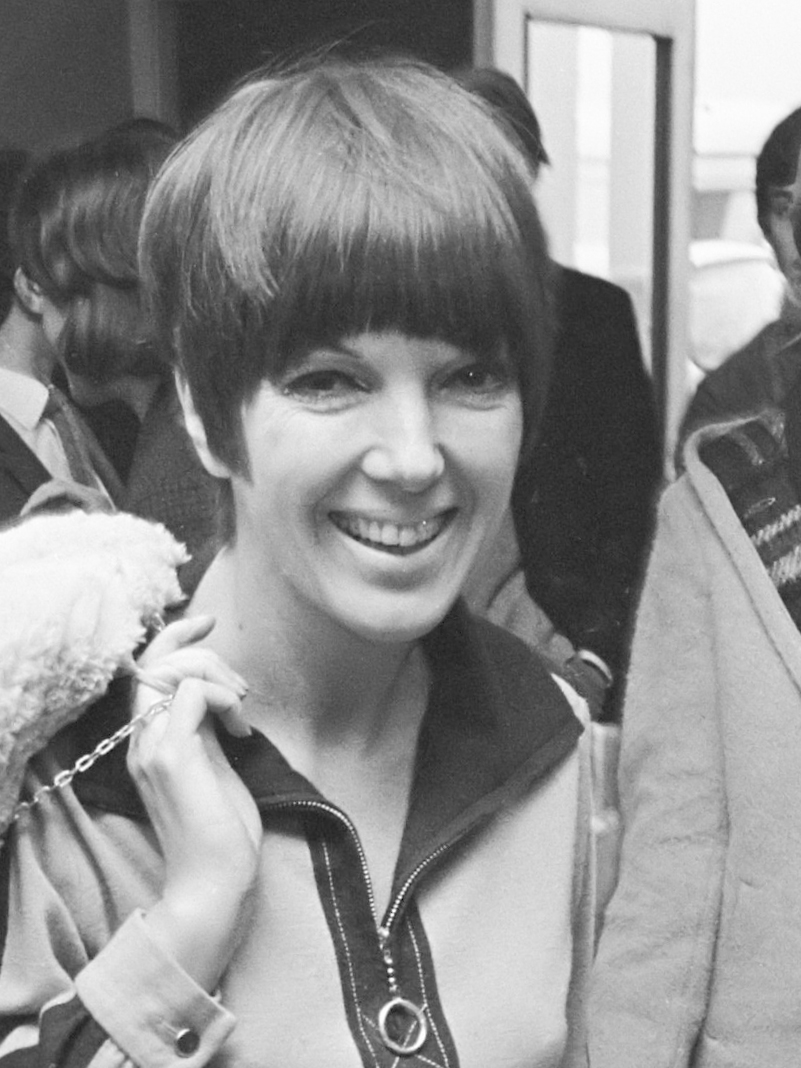
マリー・クワント（1966年）

マリー・クヮント（Mary Quant, CH DBE FCSD RDI, 1930年2月11日 - 2023年4月13日）は、イギリスのファッション・デザイナーで、ファッションブランドの名前でもある。マリー・クワント、メアリー・クワント、マリー・クアントとも表記される。スウィンギング・ロンドンと呼ばれた1960年代にブレイクした。

## 人物・来歴
ケント州でウェールズ人の両親の元に生まれる。ロンドン大学ゴールドスミス・カレッジでイラストを学んだ。1955年、ボーイフレンドのアレキサンダー・プランケット・グリーンとともに、ロンドンのチェルシー地区に『バザー』（Bazaar）という店を開いた。
1958年頃から、スカート丈を短くして『ミニスカート』(Miniskirts) として売り出したところ、大ヒットする。ミニとは、クヮント自身が大好きな英国車『Mini』から採用した。同時期にフランスでアンドレ・クレージュも、クヮントと関係はないがミニスカートを世に出している。カラフルなデザインのタイツを考案したのは彼女が最初で、これはクリストバル・バレンシアガにインスピレーションを受けたという。1960年代に入ってから、とびきり丈の短いホットパンツを考案。化粧品も売り出した。
1957年に上記1号店近くナイツブリッジに2号店を開店。1962年にはアメリカ市場に進出した。1966年には化粧品のデザインも始め、MARY QUANT COSMETICSを発表、同年、大英帝国勲章のオフィサー（OBE）に任命された。1969年には Royal Designer for industry (RDI) に選ばれ、英国ファッションの多大な貢献が認められ殿堂入りを果たした。2015年には、大英帝国勲章のデイム・コマンダー（DBE）に任命され、2023年には、コンパニオン・オブ・オナー勲章を授与された。
1988年、Miniの内装デザインを担当。
現在、全世界のすべての権利は『株式会社マリークヮントコスメチックス』に移行。
2012年現在日本国内125店舗、本拠地ロンドン、上海にて展開中。
2023年4月13日、死去。93歳没。

## 日本での展開
日本への展開は、1971年3月からライセンス会社マリークワントコスメチツクスジヤパン（東京・渋谷1丁目）を通して化粧品を販売開始した。翌1972年には初来日した。以後、現在まで何度となく来日している。1983年にはレオタード、タイツ等のアパレルの発売も開始した。
2022年11月26日から翌年1月29日まで、Bunkamuraザ・ミュージアムで「マリー・クワント展」を開催。
2022年11月26日より、ドキュメンタリー映画『マリー・クワント スウィンギング・ロンドンの伝説』（原題：QUANT）がBunkamuraル・シネマほかで上映。

## 著書
- 『マリー・クワント自伝 : ミニの女王』 藤原美智子訳、鎌倉書房〈ファッション新書〉、1969年、全国書誌番号:75063023
- 『マリー・クヮント』 野沢佳織訳、晶文社、2013年、ISBN 4794968361

## 関連文献
- 『時代を変えたミニの女王マリー・クワント』 ジェニー・リスター著、中野香織翻訳監修、石田亜矢子訳、グラフィック社、2022年、ISBN 978-4-7661-3691-3